# Шибегечі
Шибеге́чі (рос. Шибегечи, чув. Шĕпекеч) — присілок у складі Ібресинського району Чувашії, Росія. Входить до складу Великоабакасинського сільського поселення.
Населення — 88 осіб (2010; 83 у 2002).
Національний склад:
- чуваші — 100 %